# Stanisław Ziemiański (piłkarz)
Stanisław Ziemiański (ur. 7 kwietnia 1892 w Krakowie, zm. 24 czerwca 1974 tamże) – polski piłkarz, sędzia oraz działacz piłkarski. Pracował również jako księgowy.

## Życiorys
W latach 1911–1921 grał w Wiśle Kraków na pozycji pomocnika. Był jej kapitanem. W 1913 roku gościnnie występował także w Cracovii. W tym samym roku ukończył egzamin sędziowski w Wiedniu i stał się jednym z pierwszych polskich z uprawnieniami arbitra. Był współzałożycielem organizacji sędziowskiej przy PZPN. W 1925 roku uzyskał uprawniania sędziego od FIFA.
Do roku 1919 był działaczem Wisły, zaś następnie KOZPN. Od 1922 roku był we władzach PZPN. W tym samym roku był członkiem „komisji trzech” i współpracował przy tworzeniu reprezentacji Polski.
W roku 1949 prasa odnotowała, iż żyje w Krakowie. Jego nazwisko Ziemiański nie jest najprawdopodobniej jego nazwiskiem rodowym, które brzmiało Moskal. Zmiana nastąpiła około roku 1911.